# دوري ميانمار الوطني 2011
دوري ميانمار الوطني 2011 هو الموسم 3 من دوري ميانمار الوطني. أقيم خلال الفترة 15 يناير 2011 وحتى 5 أكتوبر 2011، وأشرف على تنظيمه الاتحاد الآسيوي لكرة القدم، وكان عدد الأندية المشاركة فيه 12، وفاز فيه نادي يانغون يونايتد.